# Erich Strauss
Erich Strauss (geboren 1. Juni 1911 in Wien, Österreich-Ungarn; gestorben 20. Jänner 1981) war britisch-österreichischer Ökonom.

## Leben
Erich Strauss war ein Sohn des Kaufmanns Samuel Strauss und der Frieda Prager, die Eltern starben früh. Er hatte zwei ältere Geschwister, denen ebenfalls die Flucht vor den Nationalsozialisten gelang. Strauss heiratete 1935 die Russischlehrerin Eva Pilpel, sie hatten eine Tochter. Strauss studierte Ökonomie an der Universität Wien und Versicherungsmathematik an der Technischen Hochschule Wien und arbeitete ab 1934 in einem Betrieb seines Bruders. Er war Mitglied der im Ständestaat illegalen Revolutionären Sozialisten Österreichs. Seine Manuskripte zu sozialen und politischen Themen durften nicht gedruckt werden. 
Er floh am 12. März 1938, einen Tag vor dem Anschluss Österreichs, nach Frankreich und kam von dort nach England, wohin sein Kind schon vorher gebracht worden war. 1940 war er für sechs Wochen als Enemy Alien interniert. Strauss fand 1942 Arbeit in der kaufmännischen Verwaltung eines Molkereibetriebs und stieg im Laufe der Jahre in dem Unternehmen zum Chefbuchhalter auf. Er war Mitglied der Vereinigung der Buchhalter und von 1965 bis 1971 ehrenamtlicher Sekretär einer internationalen Vereinigung von Molkereiunternehmen. Er ging 1971 in den Ruhestand. 
Strauss schrieb eine Vielzahl von Artikeln und einige Bücher zu ökonomischen Gegenwartsfragen.   

## Schriften (Auswahl)

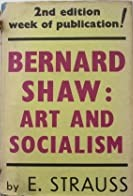
Buch bei Victor Gollancz, 1942

- Soviet Russia, anatomy of a social history. London : John Lane, 1941
- Bernard Shaw: art and socialism. London : Gollancz, 1942
- George Bernard Shaw. London: Longmans, Green, 1950
- Irish nationalism and British democracy. New York : Columbia University Press, 1951
- Sir William Petty; portrait of a genius. London : Bodley Head, 1954
- Common sense about the common market: Germany and Britain in post-war Europe. London : G. Allen & Unwin, 1958
- The ruling servants; bureaucracy in Russia, France--and Britain?. London : Allen & Unwin, 1960
- European reckoning; the Six and Britain's future. London : G. Allen & Unwin, 1962
- Soviet agriculture in perspective; a study of its successes and failures. New York : Praeger, 1969